# Lissonota versicolor
Lissonota versicolor là một loài tò vò trong họ Ichneumonidae.